# Pro loco (album)
Pro loco è l'album d'esordio del cantautore Daniele Maggioli, pubblicato nel 2008.

## Concept
Il disco è un concept album che vuole descrivere la città natia del cantautore: Rimini. In particolar modo Maggioli traccia una descrizione degli stereotipi estivi della Romagna, oltre che narrare la vita negli altri mesi dell'anno.

## Tracce
Testi e musiche di Daniele Maggioli.
1. Benvenuti – 3:31
2. Publifono – 3:30
3. Nicola la gobba – 3:15
4. Estate adriatica – 3:28
5. Dasvidania – 3:21
6. L'estate d'inverno – 4:26
7. Re Fosco – 3:35
8. L'osteria – 3:34
9. La regina del pane – 3:08
10. L'ultimo Barbera – 3:34
11. Pro loco – 4:25

Durata totale: 39:47

## Formazione
- Daniele Maggioli - voce e chitarra
- Claudio Olivieri - chitarra
- Simone Migani - pianoforte
- Francesco Pesaresi - contrabbasso
- Paolo Angelini - batteria